# تريسور مورينو
مالهر تريسور مورينو بالدريتش (بالإسبانية: Tressor Moreno)‏ (مواليد 11 يناير 1979 في ريو سوسيو) لاعب كرة قدم كولومبي دولي يجيد اللعب في خط الهجوم . يلعب حاليا لصالح نادي تشاكاريتا جيونيورز الأرجنتيني من سنة 2007 .

## روابط خارجية
- تريسور مورينو على موقع الدوري الأمريكي (الإنجليزية)
- تريسور مورينو على موقع قاعدة بيانات كرة القدم.إي يو (الإنجليزية)
- تريسور مورينو على موقع ليكيب (الفرنسية)
- تريسور مورينو على موقع ناشيونال فوتبول تيمز (الإنجليزية)
- تريسور مورينو على موقع Soccerway.com (الإنجليزية)